# Blyxa javanica
Blyxa javanica là một loài thực vật có hoa trong họ Hydrocharitaceae. Loài này được Hassk. mô tả khoa học đầu tiên năm 1843.